# Le Grand-Village-Plage
Le Grand-Village-Plage ist eine südwestfranzösische Gemeinde mit 1.096 Einwohnern (Stand: 1. Januar 2022) im Département Charente-Maritime in der Region Nouvelle-Aquitaine; sie gehört zum Arrondissement Rochefort und zum Kanton Île d’Oléron. Die Einwohner werden Grand-Villageois genannt.

## Geographie
Le Grand-Village-Plage liegt am südwestlichen Rand der Île d’Oléron. Umgeben wird Le Grand-Village-Plage von den Nachbargemeinden Dolus-d’Oléron im Norden, Le Château-d’Oléron im Osten sowie Saint-Trojan-les-Bains im Süden.

## Geschichte
1949 wurde Le Grand-Village-Plage aus der Gemeinde Saint-Trojan-les-Bains herausgelöst.

## Bevölkerungsentwicklung
| Jahr                       | 1962 | 1968 | 1975 | 1982 | 1990 | 1999 | 2008 | 2019 |
| Einwohner                  | 501  | 697  | 696  | 711  | 718  | 898  | 993  | 1070 |
| Quellen: Cassini und INSEE |      |      |      |      |      |      |      |      |

## Sehenswürdigkeiten

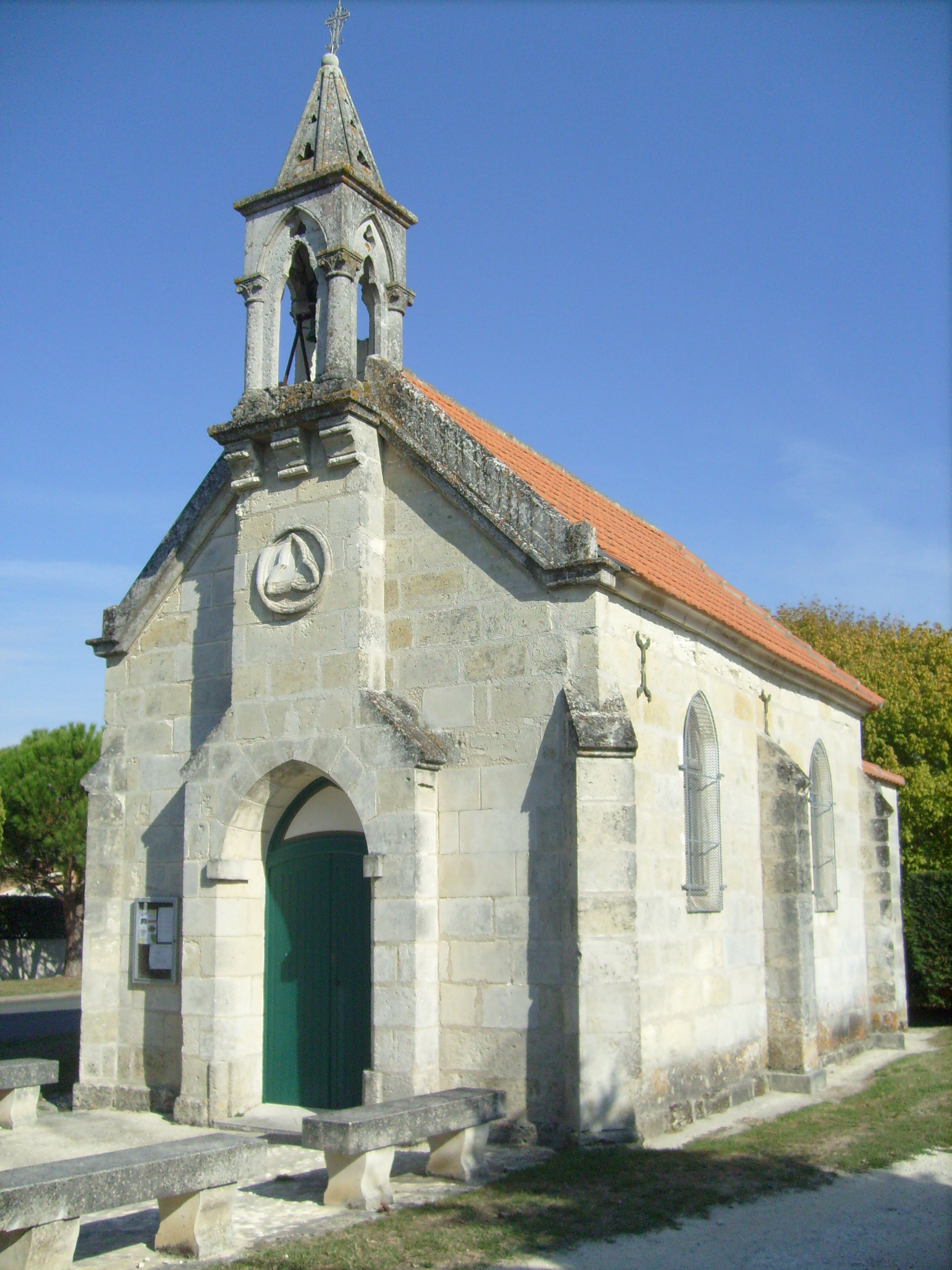
Kapelle Saint-Joseph
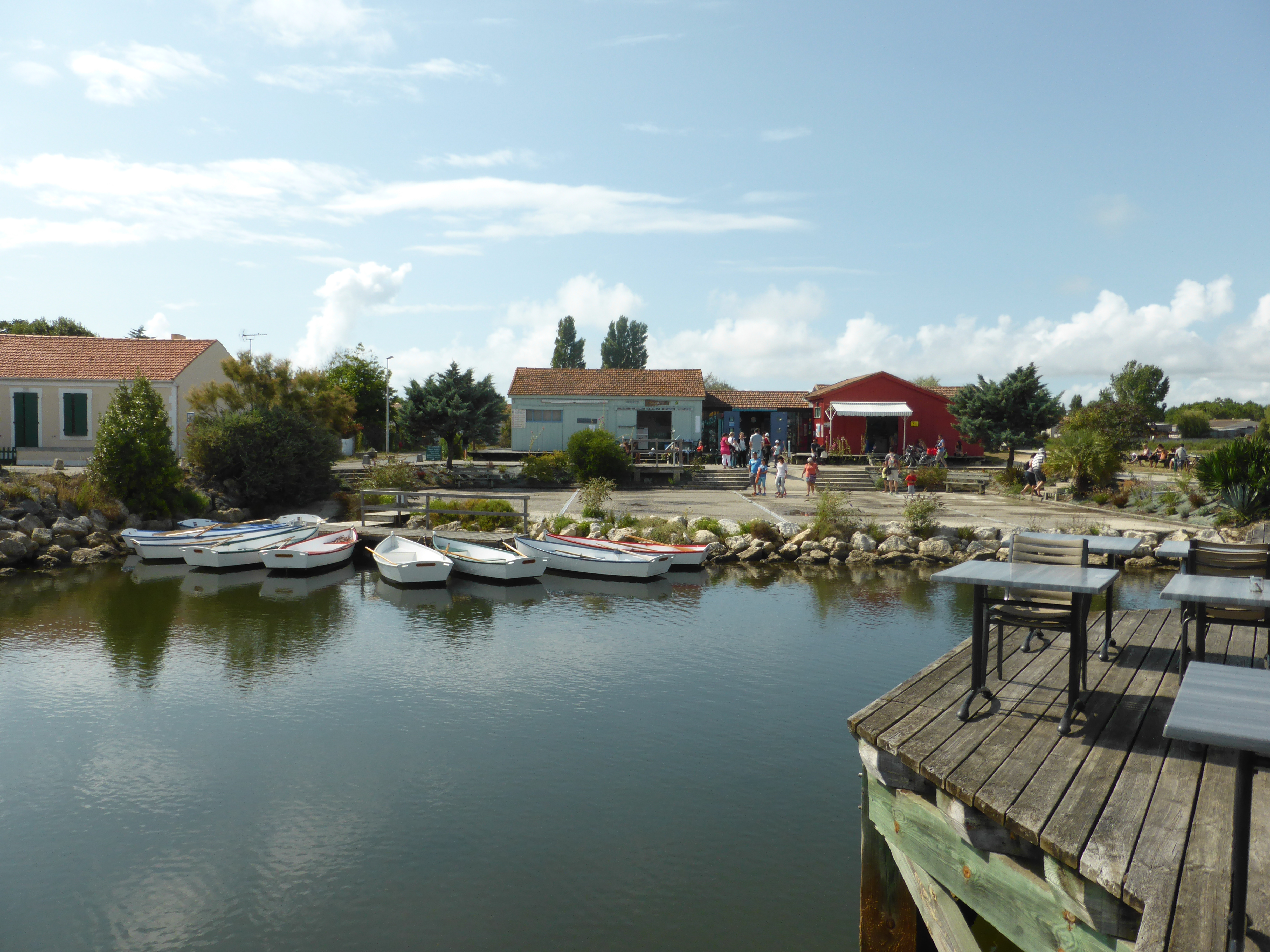
Salzhafen
- Salzwiesen

- Kapelle Saint-Joseph
- Salzhafen